# KV38
KV38, acrònim de l'anglès King's Valley, és una tomba egípcia de l'anomenada Vall dels Reis, situada a la riba oest del riu Nil, a l'altura de la moderna ciutat de Luxor. Ca ser utilitzada per a l'enterrament del faraó Tuthmosis I de la  divuitena dinastia, on el cos va ser traslladat per Tuthmosis III des de la KV20, per separar de Hatshepsut. La mòmia va ser treta de nou per protegir-la dels saquejadors i es va trobar a la TT320.
La tomba consisteix en un passadís inclinat que s'obre en arribar a un compartiment de forma irregular. Un altre corredor amb molta pendent porta a la cambra funerària, que té un petit compartiment a la paret esquerra. La tomba no està ben excavada, i això i la humitat li donen un pobre aspecte. Solament queden restes de la decoració a la cambra funerària, decorada amb fragments del Llibre de l'Amduat, la còpia més antiga de les que es coneixen.
En el seu interior es va trobar un sarcòfag de pedra vermella amb el nom de Tutmosis I i fragments de ceràmica.